# Târgu Lapus
Târgu Lapus là một thị xã thuộc hạt Maramureș, România. Dân số thời điểm năm 2002 là 13360 người.